# Lysinoalanine
La lysinoalanine (LAL) est un acide aminé résultant de la liaison de résidus lysine et alanine par l'extrémité de leur chaîne latérale. Elle se forme souvent par alkylation d'un résidu de lysine par de la déshydroalanine (DHA) elle-même formée par déshydratation d'un résidu de sérine sous l'effet de la chaleur. Toxique pour les reins, elle présente également une activité antimicrobienne.